# Ginnastica ai Giochi olimpici intermedi
Ai Giochi olimpici intermedi del 1906 furono disputate quattro gare di ginnastica artistica, tutte esclusivamente maschili.

## Risultati
| Specialità                      | Oro | Argento | Bronzo |
| Concorso individuale (5 eventi) | Pierre Payssé | Alberto Braglia | Georges Charmoille |
| Concorso individuale (6 eventi) | Pierre Payssé | Alberto Braglia | Georges Charmoille |
| Salita alla fune                | Georgios Aliprantis | Béla Erödy | Konstantinos Kozanitas |
| Concorso a squadre              | Norvegia Carl Albert Andersen Oskar Bye Conrad Carlsrud Harald Eriksen Oswald Falch Kristian Fjerdingen Yngvar Fredriksen Karl Haagensen Harald Halvorsen Peter Hol Andreas Hagelund Eugen Ingebretsen Per Jespersen Finn Münster Frithjof Olsen Carl Alfred Pedersen Rasmus Pettersen Thorleif Petersen Thorleif Røhn Johan Stumpf | Danimarca Carl Andersen Halvor Birch Harald Bukdahl Kaj Gnudtzmann Knud Holm Erik Klem Harald Klem Louis Larsen Jens Lorentzen Robert Madsen Carl Manicus-Hansen Oluf Olsson Hans Pedersen Oluf Pedersen Niels Petersen Viktor Rasmussen Marius Skram-Jensen Marius Thuesen | Italia Rodrigo Bertinotti Ciro Civinini Raffaello Giannoni Azeglio Innocenti Filiberto Innocenti Manrico Masetti Vitaliano Masotti Quintilio Mazzoncini Spartaco Nerozzi Manlio Pastorini |

## Medagliere
| Posizione | Paese     |   |   |   | Totale |
| --------- | --------- | - | - | - | ------ |
| 1         | Francia   | 2 | 0 | 2 | 4      |
| 2         | Grecia    | 1 | 0 | 1 | 2      |
| 3         | Norvegia  | 1 | 0 | 0 | 1      |
| 4         | Italia    | 0 | 2 | 1 | 3      |
| 5         | Danimarca | 0 | 1 | 0 | 1      |
| 5         | Ungheria  | 0 | 1 | 0 | 1      |
| Totale    | Totale    | 4 | 4 | 4 | 12     |